# Kazimierz Barczyk
Kazimierz Barczyk (ur. 25 stycznia 1950 w Wolbromiu) – polski prawnik, sędzia i adwokat, polityk oraz samorządowiec. Sekretarz stanu w Kancelarii Prezesa Rady Ministrów w okresie rządu Jerzego Buzka, poseł na Sejm I i III kadencji, zastępca przewodniczącego i członek Trybunału Stanu, współtwórca i przewodniczący Stowarzyszenia Gmin i Powiatów Małopolski oraz Federacji Regionalnych Związków Gmin i Powiatów RP.

## Życiorys

### Okres PRL
Urodził się jako jedno z pięciorga dzieci Mikołaja i Antoniny z domu Lis. W latach 1960–1970 należał do Związku Harcerstwa Polskiego, gdzie był drużynowym i szczepowym. Od 1969 do 1974 przewodniczył uczelnianemu sądowi koleżeńskiemu na Uniwersytecie Jagiellońskim oraz komisji do spraw samorządu domów studenckich UJ. W 1972 ukończył studia prawnicze na Uniwersytecie Jagiellońskim, odbył następnie aplikację sędziowską. Orzekał jako asesor i później sędzia w sądach rejonowych w Olkuszu, Sosnowcu i Krakowie. W latach 1972–1980 był współpracownikiem wicedyrektora Szkoły Letniej Kultury Języka Polskiego UJ. Od połowy 1979 do początku 1982 był członkiem PZPR.
W latach 80. działał w pierwszej „Solidarności”, organizował struktury związku w krakowskich sądach, następnie także w około stu sądach w Polsce południowo-wschodniej oraz trzy tzw. Ogólnopolskie Fora Prawników „S”. Był członkiem prezydium i pełnomocnikiem Krajowej Komisji Koordynacyjnej Pracowników Wymiaru Sprawiedliwości NSZZ „Solidarność” do spraw Nowelizacji Ustaw. Współtworzył i w latach 1980–1992 kierował Centrum Obywatelskich Inicjatyw Ustawodawczych Solidarności, składającą się z około 200 osób (głównie prawników) społeczną agendą „Solidarności”. Instytucja ta opracowała społecznie kilkadziesiąt projektów ustaw (w tym projekty kodeksu karnego bez kary śmierci, prawa prasowego bez instytucji cenzury, przepisów wprowadzających gwarancje niezawisłości wymiaru sprawiedliwości w przypadku ustaw o Sądzie Najwyższym, sądach powszechnych, prokuraturze oraz Krajowej Radzie Sądownictwa, ustawy o samorządzie terytorialnym tworzącą samorząd gminny z demokratyczną ordynacją wyborczą), które w istotnej mierze wykorzystano do kształtowania podstaw ustrojowych III RP . Historyk prawa Stanisław Grodziski stwierdził o działaniach COIU „S”: Byłem pod wrażeniem skali i wielkości prac prawniczych podjętych dla naprawy Rzeczypospolitej [...] . Centrum i jego Społeczna Rada Legislacyjna były głównym zespołem ekspertów ogólnopolskiej „S”, a następnie Obywatelskiego Klubu Parlamentarnego i Senatu I kadencji.
Po wprowadzeniu stanu wojennego Kazimierz Barczyk został odwołany ze stanowiska sędziego (jako jedyny krakowski sędzia). Był współinicjatorem i współpracownikiem ogólnopolskiego podziemnego pisma „Paragraf” wydawanego w Krakowie w latach 1986–1989. Prezes Krajowej Reprezentacji Samorządowych Kolegiów Odwoławczych Krystyna Sieniawska wspominała: Przez całe lata 80. kolportażem wśród sędziów, adwokatów, prokuratorów, radców prawnych, notariuszy niezależnej prasy na czele z „Paragrafem” zajmował się przede wszystkim Kazimierz Barczyk, który zarazem zbierał informacje o łamaniu praworządności [...].
Do czerwca 1987 był objęty wprowadzonym przez ministra sprawiedliwości zakazem wykonywania zawodu adwokata. W 1981 inicjator i organizator wotum nieufności wobec ministra sprawiedliwości Jerzego Bafii oraz prokuratora generalnego Lucjana Czubińskiego. 17 listopada 1983 wcielony do służby w Wojskowej Prokuraturze Garnizonowej w Krakowie, następnego dnia usunięty z niej jako osoba niedająca rękojmi bycia prokuratorem wojskowym. W 1987 został ostatecznie wpisany na listę adwokatów (po wygraniu wraz z Anną Kurską postępowania przeciwko ministrowi sprawiedliwości przed Sądem Najwyższym).
W latach 80. współtworzył Krajowe Duszpasterstwo Prawników, działał również w Duszpasterstwie Ludzi Pracy w Kamieniołomie im. Jana Pawła II przy parafii św. Józefa w Krakowie. W 1988 był doradcą prawnym strajkujących w Hucie im Lenina w Krakowie. Od 1989 był członkiem władz miejskiego i regionalnego Komitetu Obywatelskiego „Solidarność”.

### III Rzeczpospolita
Od 1990 był członkiem Komitetu Obywatelskiego przy Lechu Wałęsie. Od 1989 do 1991 pełnił funkcję zastępcy członka Trybunału Stanu. W 1990 uczestniczył w pracach nad tworzeniem Związku Miast Polskich i Unii Metropolii Polskich. W latach 1991–1993 wykonywał mandat posła I kadencji z ramienia Porozumienia Obywatelskiego Centrum, zasiadał w Komisji Ustawodawczej i Komisji Odpowiedzialności Konstytucyjnej. W 1992 działał na rzecz wpisania na rządową listę inwestycji centralnych nowoczesnej kliniki kardiochirurgii Collegium Medicum Uniwersytetu Jagiellońskiego. W tym samym roku wybrany przez Sejm na oskarżyciela przed Trybunałem Stanu w sprawie byłego premiera Mieczysława Rakowskiego, a w 1993 na oskarżyciela generałów Wojciecha Jaruzelskiego i Czesława Kiszczaka. W 1993 nie uzyskał ponownie mandatu. W latach 1997–2001 był posłem III kadencji z listy Akcji Wyborczej Solidarność. Pracował m.in. w Komisji Odpowiedzialności Konstytucyjnej oraz Komisji Sprawiedliwości i Praw Człowieka. W tym samym czasie współprzewodniczył stuosobowemu parlamentarnemu zespołowi samorządowemu. Bez powodzenia kandydował w wyborach parlamentarnych w 2001.
W latach 1997–1999 zajmował stanowisko sekretarza stanu w Kancelarii Prezesa Rady Ministrów Jerzego Buzka, pełniąc funkcję sekretarza Komitetu Społecznego Rady Ministrów. Następnie do 2001 był doradcą premiera do spraw samorządu terytorialnego. W 1997 zorganizował i przewodniczył I Kongresowi Samorządów Terytorialnych oraz Konferencji Samorządów Państw Europy Środkowej i Wschodniej. W latach 1997–2002 był członkiem Komisji Wspólnej Rządu i Samorządu Terytorialnego. Od 1995 organizator i przewodniczący kapituły wyróżnienia „Małopolanin Roku”, od 1999 plebiscytu na najlepszego wójta Małopolski, następnie na burmistrza, a od 2001 plebiscytu „Lider Małopolski – najlepsze przedsięwzięcie roku”. Organizator współpracy z samorządami z Białorusi, Litwy, Rosji, Słowacji, Ukrainy i Węgier, a także przewodniczący rady programowej pięćdziesięciu wydawnictw książkowych, komentarzy i poradników dla samorządu. W 1999 uczestniczył w powołaniu Związku Powiatów Polskich, a w 2002 w utworzeniu Związku Województw RP.
W trakcie prac w COIU „S”, rządzie i parlamencie współautor ustaw o samorządzie gminnym (1990) powiatowym i wojewódzkim (1998). Był także autorem projektu uchwalonej w 2001 ustawy o wieloletnim planie budowy Kampusu 600-lecia Odnowienia UJ oraz ustawy o uregulowaniu stosunków własnościowych w spółdzielniach mieszkaniowych (również z 2001). Był inicjatorem i autorem powołanego w 2000 Rządowego Centrum Legislacji.
Na początku lat 90. należał do Porozumienia Centrum. W latach 1992–1993 działał w Ruchu dla Rzeczypospolitej, w którym był zastępcą przewodniczącego partii Jana Olszewskiego. Później zakładał i przewodniczył Zjednoczeniu Polskiemu, z którym współtworzył Sekretariat Ugrupowań Centroprawicowych, a następnie dołączył do Ruchu Społecznego AWS. W latach 1997–2002 zajmował stanowisko sekretarza zarządu krajowego RS AWS do spraw samorządu terytorialnego, a w latach 2002–2004 pełnił funkcję sekretarza generalnego tej partii.
Był przewodniczącym (1990–1993) i radnym (do 1998) Rady Miasta Krakowa. W 1993 był inicjatorem i organizatorem ogólnopolskiej konferencji, na której powołano kierowaną przez Mariana Krzaklewskiego Społeczną Komisję Konstytucyjną „S”, brał udział w opracowaniu przez to gremium tzw. obywatelskiego projektu konstytucji, pod którym zebrano 2 miliony podpisów i który został zaprezentowany przez NSZZ „S”. W 1998 uzyskał mandat radnego sejmiku małopolskiego z listy Akcji Wyborczej Solidarność. Pod koniec kadencji należał do klubu Małopolska Prawica, założonego przez część radnych AWS. W 2002 nie kandydował w wyborach samorządowych.
Zajmował się także kwestiami dotyczącymi integracji europejskiej. W latach 2002–2004 był członkiem Narodowej Rady Integracji Europejskiej, organu opiniodawczo-doradczego przy premierze. W latach 2001–2004 wchodził w skład wspólnej komisji konsultacyjnej Polski i Komitetu Regionów. W latach 2000–2004 był członkiem komitetu sterującego przy ministrze środowiska zajmującego się przedakcesyjnym funduszem ISPA, a w latach 2004–2006 zasiadał w komitecie sterującym do spraw Funduszu Spójności. Od 2005 do 2007 członek komitetu sterującego Mechanizmu Finansowego EOG oraz Norweskiego Mechanizmu Finansowego przy ministrze gospodarki. W 1999 zorganizował i następnie prowadził Regionalne Centrum Informacji Europejskiej w Krakowie, które było przedstawicielstwem Centrum Informacji Europejskiej Urzędu Komitetu Integracji Europejskiej, a następnie Ministerstwa Spraw Zagranicznych. W latach 2003–2004 był zastępcą Zbigniewa Religi w inicjatywie „Karta Przyszłości” powołanej przed referendum w sprawie przystąpienia Polski do Unii Europejskiej.
Od 2005 związany z Platformą Obywatelską, z rekomendacji której w 2006, 2010, 2014, 2018 i 2024 ponownie zostawał radnym sejmiku. Obejmował stanowisko wiceprzewodniczącego, a w latach 2010–2014 pełnił funkcję przewodniczącego sejmiku. W lutym 2011 został wybrany na przewodniczącego Konwentu Przewodniczących Sejmików Województw RP, którego był pomysłodawcą w 2009. W 2014 i 2018 ponownie wybierany na wiceprzewodniczącego sejmiku małopolskiego.
Od 2006 do 2007 pełnił funkcję zastępcy przewodniczącego Trybunału Stanu. W przedterminowych wyborach parlamentarnych w 2007 bez powodzenia kandydował do Sejmu z listy PO. Po wyborach ponownie został powołany w skład Trybunału Stanu. Działał na rzecz utworzenia w Krakowie Krajowej Szkoły Sądownictwa i Prokuratury. W kwietniu 2009 mianowany przez prezesa Rady Ministrów na członka Rady Służby Cywilnej.
W III RP kontynuował praktykę adwokacką w ramach prywatnej kancelarii. W 2010 został zgłoszony przez posłów Platformy Obywatelskiej na stanowisko sędziego Trybunału Konstytucyjnego, jednak ostatecznie zrezygnował z ubiegania się o tę funkcję. W 2011 i 2015 był wybierany na sędziego TS na kolejne kadencje, zasiadał w tym gremium do 2019.

### Działalność społeczna
W 1991 współtworzył i został przewodniczącym Stowarzyszenia Gmin i Powiatów Małopolski. W 1993 znalazł się wśród założycieli, a trzy lata później stanął na czele Federacji Regionalnych Związków Gmin i Powiatów RP, zrzeszającej około tysiąca jednostek samorządu terytorialnego.
Od 1991 do 1995 był przewodniczącym Komitetu Organizacyjnego Obchodów Pięćsetnej Rocznicy Studiów Mikołaja Kopernika w Krakowie. W latach 1995–2001 należał do Społecznego Komitetu Odnowy Zabytków Krakowa. W 2000 zapoczątkował akcję „Podarujmy lato dzieciom ze Wschodu”, w ramach której z wakacyjnego wypoczynku skorzystało ponad 2 tysiące dzieci. W 2004 podczas pomarańczowej rewolucji zainicjował akcję „Solidarni z Ukrainą”, a w 2007 organizował akcję pomocy represjonowanym Polakom na Białorusi „Solidarni z Białorusią”.
W 1997 był inicjatorem powołania samorządowego Muzeum Armii Krajowej w Krakowie. W 2001 objął funkcję przewodniczącego rady tego muzeum, w latach 2009–2012 przyczynił się do jego rozbudowy. W 1998 podczas międzynarodowej konferencji Światowej Organizacji Turystyki w Krakowie zgłosił projekt utworzenia Szlaku Architektury Drewnianej w Małopolsce, liczący po rozbudowie około 150 km długości z około 250 zespołami architektonicznymi, w tym 8 obiektami wpisanych na listę UNESCO.
W 2006 zasiadł w radzie patronów Centrum Jana Pawła II „Nie lękajcie się”. W 2012 został przewodniczącym Komitetu Honorowego Budowy Centrum Muzyki w Krakowie. W 2015 zainicjował w Krakowie Ogólnopolski Kongres Niskiej Emisji. W 2016 wszedł w skład rady muzeum Zamek Królewski na Wawelu – Państwowe Zbiory Sztuki. W tym samym roku został przewodniczącym powołanej przez zarząd województwa małopolskiego Rady Konsultacyjnej ds. Działaczy Opozycji Antykomunistycznej i Osób Represjonowanych Województwa Małopolskiego. Jako jeden z inicjatorów budowy Małopolskiego Centrum Nauki w 2017 powołany został w skład rady ambasadorów tej instytucji. W 2018 został przewodniczącym rady Muzeum Lotnictwa Polskiego w Krakowie.

## Odznaczenia i wyróżnienia
Ordery i odznaczenia
- Krzyż Komandorski Orderu Odrodzenia Polski (2021)[44]
- Krzyż Oficerski Orderu Odrodzenia Polski (2009)[45]
- Krzyż Wolności i Solidarności (2015)[46]
- Medal „Zasłużony dla Wymiaru Sprawiedliwości” (2012)[47]
- Odznaka Honorowa za Zasługi dla Samorządu Terytorialnego (2015)[48]
- Medal „Zasłużony dla Wymiaru Sprawiedliwości – Bene Merentibus Iustitiae” (2014)[49]

Nagrody i wyróżnienia
- Medal „Kraków 2000” (2000)[2]
- Medal 600-lecia Odnowienia Uniwersytetu Jagiellońskiego (2000)[15]
- Tytuł „Zasłużony dla Uniwersytetu Jagiellońskiego” (2005)
- Nagroda im. Grzegorza Palki (2009)[50]
- Tytuł „Małopolanin Roku – Samorządowiec Dziesięciolecia” (2000)[51]
- Honorowe obywatelstwo gminy Koszyce[52] oraz Słomnik[53]
- Odznaka „Honoris Gratia” (2006)[54]
- Medal im. dr. Henryka Jordana (2011)[55]
- Medal „Niezłomnym w słowie” (2011)[56]
- Medal „Dziękujemy za Wolność” (2014)[57]
- Medal „Pro Patria” (2014)[58]
- Platynowy Laur Umiejętności i Kompetencji przyznany przez Regionalną Izbę Gospodarczą w Katowicach (2015)[59]
- Odznaka „Za Zasługi dla Światowego Związku Żołnierzy Armii Krajowej”[42]
- Medal „Scientiae et Tempori Futuro” (2018)[60]
- Brązowy Medal Cracoviae Merenti (2020)[61]
- Nagroda im. Józefa Dietla (2022)[62]

## Życie prywatne
Od 1977 żonaty z Anną. Ma dwoje dzieci: Tomasza i Joannę. Jest współautorem książki Obywatelskie inicjatywy ustawodawcze Solidarności 1980–1990, opublikowanej przez Wydawnictwo Sejmowe i zawierającej projekty ustaw Centrum Obywatelskich Inicjatyw Ustawodawczych „S” oraz Społecznej Rady Legislacyjnej.